# Kapelle Falkenhagen

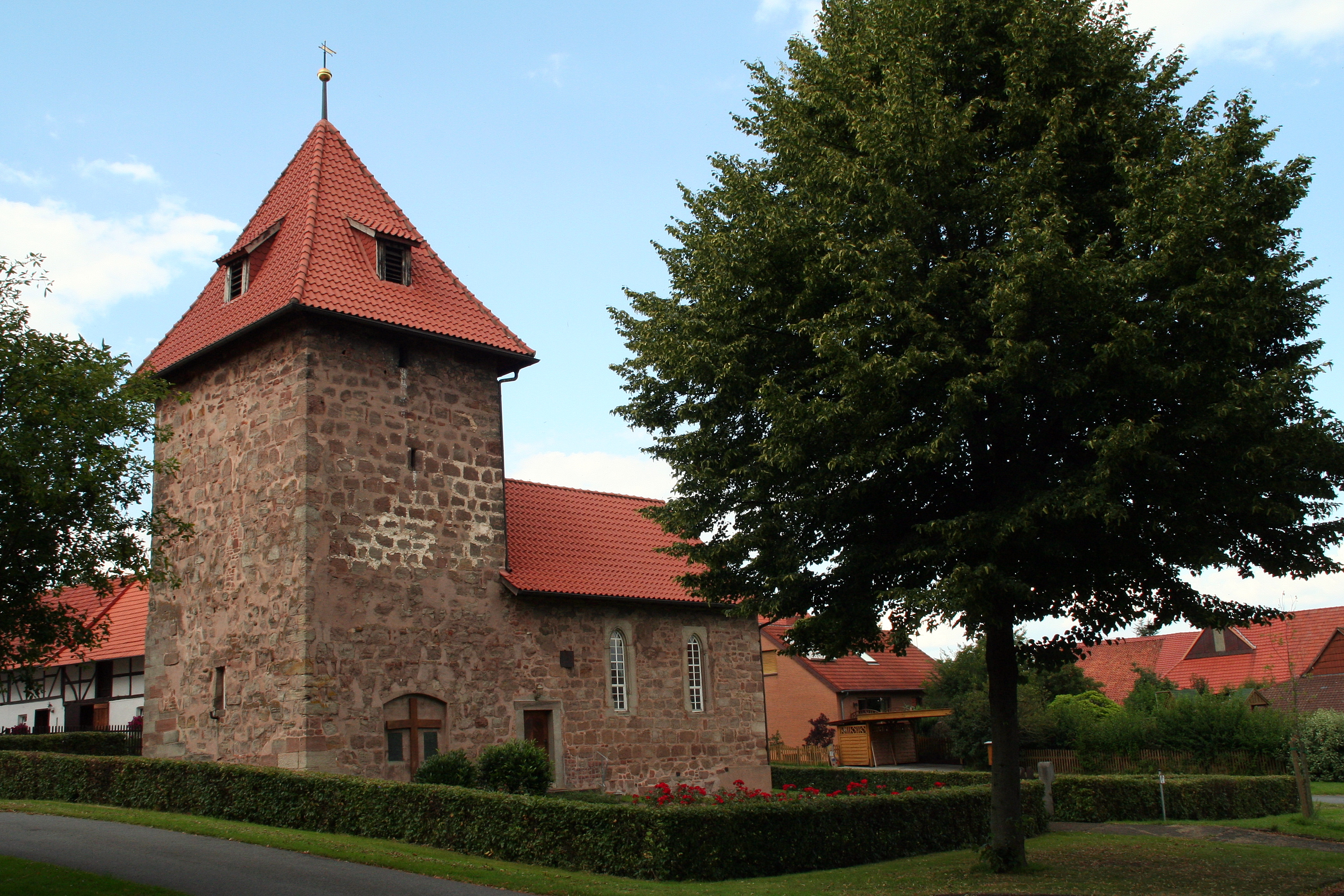
Kapelle Falkenhagen

Die evangelisch-lutherische denkmalgeschützte Kapelle Falkenhagen steht in Falkenhagen, einem Ortsteil der Gemeinde Landolfshausen im Landkreis Göttingen von Niedersachsen. Die Kapellengemeinde wurde in die Kirchengemeinde Landolfshausen im Kirchenkreis Göttingen im Sprengel Hildesheim-Göttingen der Evangelisch-lutherischen Landeskirche Hannovers eingegliedert.

## Beschreibung
Eine romanische Kapelle wird schon auf das Jahr 1163 datiert. Der westliche Teil der rechteckigen Saalkirche aus Bruchsteinen wurde als Kirchturm hochgezogen und mit einem Pyramidendach bedeckt, in dem eine Kirchenglocke hängt, die 1822 gegossen wurde. Das verbliebene Kirchenschiff trägt ein Satteldach. Die spitzbogigen Fenster im Süden wurden 1598 eingebrochen. 
Zur Kirchenausstattung gehört ein Altar von 1723 mit einem Gemälde über die Kreuzigung. Die Orgel mit sechs Registern auf einem Manual und Pedal wurde 1860 von Carl Heyder gebaut. 1966 wurde sie ersetzt durch ein Werk mit nur noch fünf Registern von Rudolf Janke. Im Zuge einer Renovierung der Kapelle wurde das Instrument 1968 vom Chor auf die Empore versetzt. Wegen der zu geringen Deckenhöhe wurde 1972 ein neues Rückpositiv eingebaut.